# 徐榜
徐榜（1540年—1609年），字賢甫，號薦所，直隸寧國府涇縣人，民籍，明朝政治人物。

## 生平
萬曆十年（1582年）中式壬午科順天鄉試第九名舉人，萬曆十一年（1583年）聯捷癸未科會試第二百四十六名，三甲第三十五名進士。万历壬午选贡，廷试第一。明神宗御批：“天下文章当以徐榜为式。”癸未联第，禮部觀政，不久父亲去世丁忧。服阕，十四年除工部虞衡司主事，二十年历升员外郎、户部郎中，出为济南府知府，三年任满，二十三年（1595年）十月升湖广副使、辰沅兵备，二十七年（1599年）闰四月升广东右参政兼佥事、罗定兵备，二十九年丁母忧。三十二年起复山西右参政，三十三年（1605年）八月升山西按察使兼参议、分守冀北道，三十六年（1608年）十一月升浙江右布政使，三十七年（1609年）十一月卒于官，年七十。宣猷布德，多著劳绩。平生志在濂洛，厌华丽，寡笑言。礼法所在，虽亲旧不假颜色。时聚集水西书院讲学，谓门弟子曰：“吾辈历宦，居乡微，独营私肥家之念不可有。即顾惜人情，阿徇上官亦不得入我胸次。”脱粟布衾，终身儒素。卒之日，廪无余积，橐无余资，乡人咸颂其以清白贻子孙。

## 家族
曾祖徐來；祖父徐吉；父徐沐，號心泉，府經歷，卒年七十六。母董氏，累封淑人，卒年九十三。